# Perda auditiva em crianças

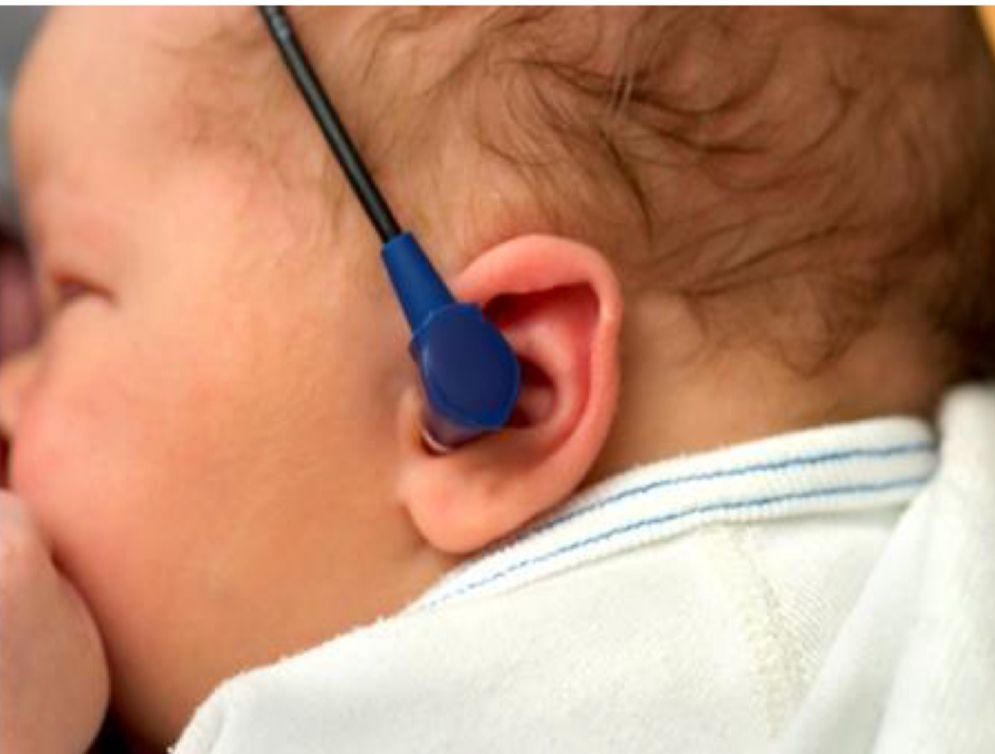

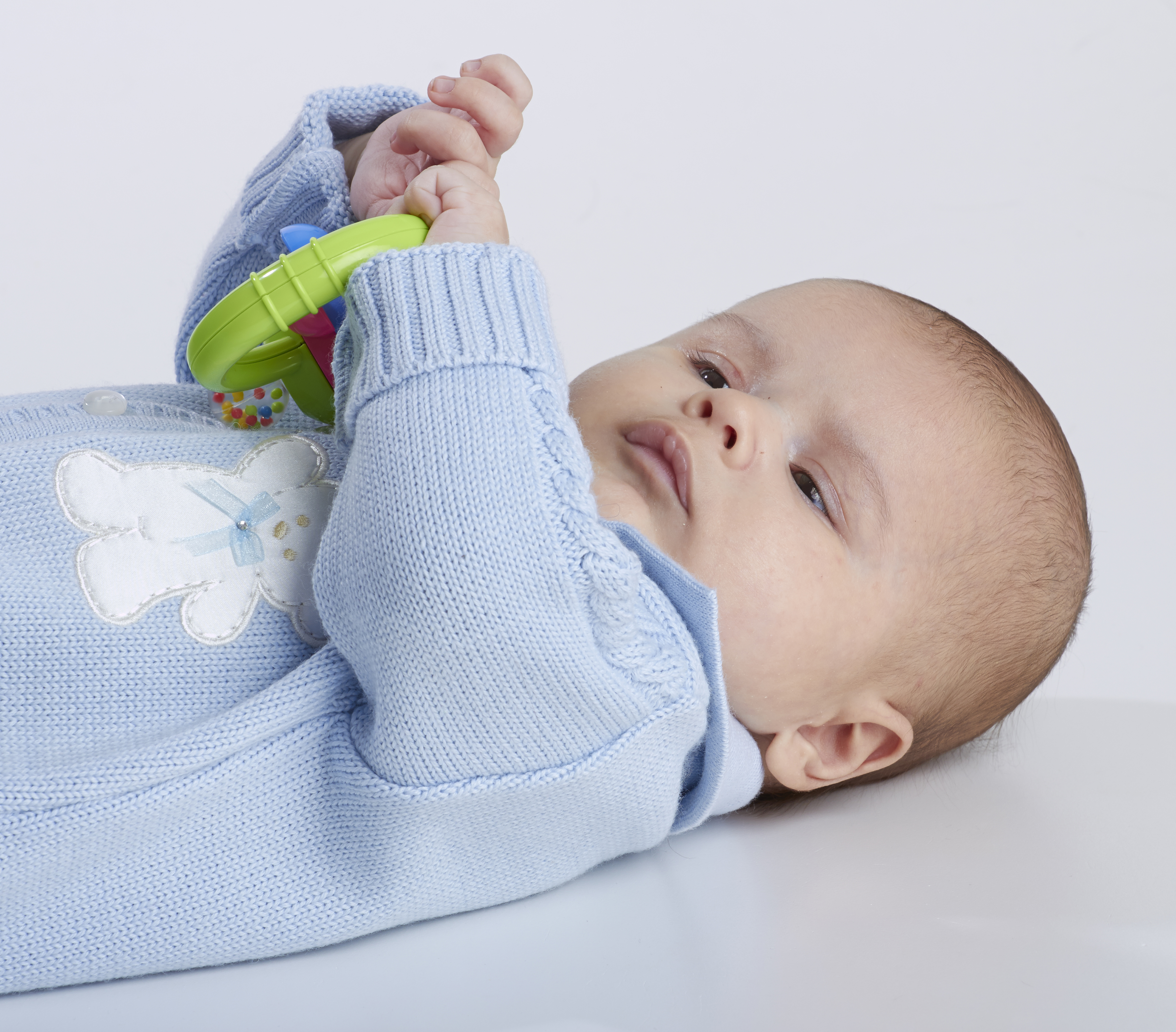

A perda auditiva em crianças é uma condição que afeta a habilidade de ouvir sons de forma parcial ou total e pode impactar significativamente o desenvolvimento da comunicação, da linguagem, do aprendizado e das habilidades sociais. Estima-se que cerca de 34 milhões de crianças em todo o mundo convivam com algum grau de deficiência auditiva, sendo que a maioria reside em países de baixa e média renda. A detecção precoce e a intervenção adequada são fundamentais para minimizar os efeitos da perda auditiva na infância, permitindo um desenvolvimento adequado e a integração social.

## Classificação
A perda auditiva em crianças pode ser classificada de diferentes maneiras, considerando a localização da lesão, a intensidade e o momento de surgimento:

### Localização
- Condutiva: Afeta o ouvido externo ou médio, frequentemente causada por infecções (como otite média), obstruções ou malformações.
- Sensorioneural: Envolve danos às células ciliadas da cóclea ou ao nervo auditivo. Geralmente irreversível, pode ter origem genética, congênita ou adquirida.
- Mista: Combina componentes condutivos e sensorioneurais.
- Central: Resulta de alterações no processamento auditivo central, embora as vias periféricas estejam preservadas.

### Intensidade
- Leve: Perda de 26 a 40 dB, dificultando ouvir sons suaves.
- Moderada: Perda de 41 a 70 dB, comprometendo conversas em tom normal.
- Severa: Perda de 71 a 90 dB, limitando a audição de fala em tons elevados.
- Profunda: Perda acima de 91 dB, com dificuldade em ouvir sons muito altos.

### Momento de surgimento
- Congênita: Presente desde o nascimento, frequentemente associada a fatores genéticos, infecções congênitas ou complicações perinatais.
- Adquirida: Desenvolve-se após o nascimento, devido a infecções, traumas, exposição a ruídos elevados ou medicamentos ototóxicos.

## Causas da perda auditiva em crianças
As causas podem ser divididas em congênitas e adquiridas:

### Causas congênitas
- Genéticas: Aproximadamente 50% dos casos de perda auditiva congênita têm origem genética, sendo que as mutações no gene *GJB2* são as mais comuns.
- Infecções congênitas: Infecções como citomegalovírus (CMV), rubéola, sífilis, toxoplasmose e herpes são causas frequentes.
- Complicações perinatais: Prematuridade, hipóxia neonatal, hiperbilirrubinemia grave e baixo peso ao nascer aumentam o risco de perda auditiva.

### Causas adquiridas
- Infecções: Otite média crônica, meningite, sarampo e caxumba são causas comuns de perda auditiva adquirida.
- Trauma: Lesões na cabeça ou no ouvido interno podem causar danos irreversíveis.
- Exposição a ruídos: Uso frequente de fones de ouvido em volumes elevados é uma preocupação crescente.
- Ototoxicidade: Medicamentos como aminoglicosídeos e quimioterápicos podem causar danos ao ouvido interno.

## Impactos no desenvolvimento infantil
A perda auditiva na infância, especialmente quando não tratada, pode afetar diversas áreas do desenvolvimento:
1. Linguagem e comunicação: Crianças com perda auditiva têm maior dificuldade para adquirir linguagem oral, o que pode levar a atrasos na fala e dificuldades de articulação.
2. Desempenho escolar: A dificuldade em acompanhar aulas e compreender instruções pode resultar em baixo desempenho acadêmico.
3. Aspectos psicológicos e sociais: A perda auditiva pode levar ao isolamento social, baixa autoestima e dificuldades em estabelecer interações interpessoais.

## Diagnóstico
A identificação precoce da perda auditiva é essencial para minimizar os impactos negativos. O diagnóstico é realizado em etapas:
1. Triagem Auditiva Neonatal (TAN):[2] Realizada nas primeiras semanas de vida, identifica alterações auditivas por meio de Emissões Otoacústicas (EOA)[3] ou Potenciais Evocados Auditivos de Tronco Encefálico (PEATE).
2. Audiometria infantil: Avalia a audição de crianças maiores, utilizando métodos de reforço visual ou jogos auditivos.
3. Imagens complementares: Tomografia computadorizada e ressonância magnética podem ser indicadas para investigar malformações.
4. Testes genéticos: Úteis para identificar mutações associadas à perda auditiva hereditária.

## Intervenções e tratamentos
O tratamento depende da causa, tipo e gravidade da perda auditiva. As opções incluem:
- Aparelhos auditivos: Indicados para amplificar sons em casos de perda auditiva leve a severa.
- Implantes cocleares: Utilizados em casos de perda auditiva severa a profunda bilateral.
- Terapias fonoaudiológicas: Focadas no desenvolvimento da linguagem e na reabilitação auditiva.
- Cirurgias: Correção de malformações ou drenagem de otite média crônica.
- Educação e comunicação alternativa: Uso de linguagem de sinais e tecnologias assistivas.

## Prevenção
A prevenção da perda auditiva em crianças inclui:
- Imunização materna e infantil: Vacinas contra rubéola, caxumba e meningite reduzem o risco de infecções associadas à perda auditiva.
- Cuidados pré-natais e neonatais: Identificação e manejo precoce de infecções e condições de risco.
- Evitar exposição a ruídos: Educação sobre os riscos do uso prolongado de fones de ouvido em volumes elevados.
- Uso racional de medicamentos ototóxicos: Monitoramento em casos de necessidade clínica.

## Impactos globais e políticas públicas
A Organização Mundial da Saúde (OMS) estima que 60% dos casos de perda auditiva na infância sejam evitáveis. Investimentos em triagem auditiva neonatal universal, campanhas de vacinação e acesso a tecnologias assistivas são estratégias globais prioritárias.
No Brasil, a Lei nº 12.303/2010, que regulamenta a Triagem Auditiva Neonatal, e os programas do Ministério da Saúde voltados para a saúde auditiva têm contribuído para a detecção e intervenção precoce.